# Амфора
Амфора (од грчког ἀμφορεύς — посуда са две дршке) велика је трбушаста ваза (ћуп) са две наспрамне ручице и суженим вратом, направљена од печене глине, често доле завршена у шиљак којим се забадала у песак. У антици је служила за чување и пренос уља, вина и житарица. Постојале су две врсте: амфора са вратом, код које су се врат и тело спајали под оштрим углом, и једноделна амфора, код које се врат и тело спајају у непрекинуту целину. Неке амфоре су биле мале, висине мање од 30 сантиметара, а неке веома велике, високе преко 1,5 метара.
Амфоре су углавном биле богато декорисане, а стил украшавања керамике се мењао: од орнамента, спирала до живих мотива, животиња и људи, сликаних композиција у којима се приказују легендарни и митолошки садржаји и сцене из свакодневног живота.